# NGC 4191
NGC 4191 is een lensvormig sterrenstelsel in het sterrenbeeld Maagd. Het hemelobject werd op 19 april 1830 ontdekt door de Britse astronoom John Herschel.

## Synoniemen
- UGC 7233
- MCG 1-31-26
- ZWG 41.49
- VCC 94
- PGC 39034